# Prix Robert Capa Gold Medal
Le prix Robert Capa Gold Medal (Médaille d'or Robert Capa) est une récompense remise annuellement depuis 1955 par l'Oversea Press Club of America (OPC) pour « le meilleur grand reportage photographique publié ayant requis un courage et une initiative exceptionnels ».

## Objectif
Le prix Robert Capa Gold Medal a pour objectif de récompenser le meilleur grand reportage photographique publié ayant requis un courage et une initiative exceptionnels« ,. »

## Lauréats

### Lauréats des années 1950
- 1955 : Howard Sochurek (Magnum), Life, couverture du nord Viêt Nam[3].
- 1956 : John Sadovy, Life, insurrection de Budapest[4].
- 1958 : Paul Bruck[5], CBS, couverture du Liban.
- 1959 : Mario Biasetti[6], CBS, couverture du Nicaragua.

### Lauréats des années 1960
- 1960 : Yung Su Kwon[7], NBC, Couverture d'émeutes au Japon lors de la visite de James Hagerty.
- 1961 : pas de prix.
- 1962 : Peter Dehmel & Klaus Dehmel[8], NBC, The Tunnel.
- 1963 : Larry Burrows[9], Life, Guerre de la jungle vietnamienne[10].
- 1964 : Horst Faas, Associated Press, couverture du Viêt Nam[11].
- 1965 : Larry Burrows[9], Life, Avec un équipage courageux sur un vol mortel[12],[13].
- 1966 : Henri Huet, Associated Press, bataille d'An Thi[14].
- 1967 : David Douglas Duncan, Life & ABC, Viêt Nam[15].
- 1968 : John Olson, Life, The Battle That Regained and Ruined Huế[16].
- 1969 : Photographe Tchèque anonyme[17] dont le nom, Josef Koudelka[18], a été annoncé ultérieurement, Look, A Death to Remember.

### Lauréats des années 1970
- 1970 : Kyōichi Sawada (United Press International), Viêt Nam[19].
- 1971 : Larry Burrows[12], Life, deuxième guerre d'Indochine.
- 1972 : Clive Limpkin[20], Penguin Books, Bataille du Bogside.
- 1973 : David Burnett/Raymond Depardon[21]/Charles Gerretsen (Gamma Presse Images), Coup d'État au Chili[22].
- 1974 : William Eugene Smith, Camera 35, "Minamata"[23].
- 1975 : Dirck Halstead[24], Time, couverture du Vietnam.
- 1976 : Catherine Leroy (Gamma), Time, couverture de combats de rue à Beyrouth[25].
- 1977 : Eddie Adams[26] (The Associated Press), The Boat of No Smiles.
- 1978 : Susan Meiselas[27], Time, révolution nicaraguayenne.
- 1979 : Kaveh Golestan (en), Time, révolution iranienne[28].

### Lauréats des années 1980
- 1980 : Steve McCurry, Time, guerre d'Afghanistan[29].
- 1981 : Rudi Frey, Time, loi martiale en Pologne[30].
- 1982 : Harry Mattison (en), Time, "Salvador"[31].
- 1983 : James Nachtwey[32], Time, Liban.
- 1984 : James Nachtwey[32] (Black Star), Time, Photos of El Salvador.
- 1985 : Peter Magubane[33], Time, Cry for Justice: Cry for Peace.
- 1986 : James Nachtwey[32], Time/GEO (édition allemande), Island at War.
- 1987 : Janet Knott[34], The Boston Globe, Démocratie : quel prix ?
- 1988 : Chris Steele-Perkins (en) (Magnum), Time, Graveside Terror[35].
- 1989 : David Turnley[36] (Black Star), The Detroit Free Press, Révolutions en Chine et Roumanie.

### Lauréats des années 1990
- 1990 : Bruce Haley (en) (Black Star), U.S. News & World Report, Guerre civile en Myanmar[37].
- 1991 : Christopher Morris[38] (Black Star), Time, Massacre de Vukovar.
- 1992 : Luc Delahaye[39] (Sipa Press), Sarajevo : vivre en zone de guerre.
- 1993 : Paul Watson, The Toronto Star, Mogadishu[40].
- 1994 : James Nachtwey[32] (Magnum), Time Magazine, Election Violence for South Africa.
- 1995 : Anthony Suau, Time, Grozny : cauchemar de la Russie[41].
- 1996 : Corinne Dufka (en), Reuters, Liberia : portefeuille d'un homme mort[42].
- 1997 : Horst Faas / Tim Page[43], Random House, Requiem: By the Photographers Who Died in Vietnam and Indochina.
- 1998 : James Nachtwey[32] (Magnum), Time, Indonesia: Descent into Madness.
- 1999 : John Stanmeyer[44] (Saba), Time, L'assassinat de Bernardino Guterres[45] à Dili, Timor oriental.

### Lauréats des années 2000
- 2000 : Chris Anderson (Aurora), The New York Times Magazine, Passage désespéré[46].
- 2001 : Luc Delahaye[39] (Magnum), Newsweek, Afghanistan[47].
- 2002 : Carolyn Cole[48], The Los Angeles Times, Basilique de la Nativité : au centre du siège.
- 2003 : Carolyn Cole[48], The Los Angeles Times, Covering Conflict: Iraq and Liberia.
- 2004 : Ashley Gilbertson (en) (Aurora), The New York Times, La bataille pour Falloujah[49],[50].
- 2005 : Chris Hondros, Getty Images, Une nuit à Tal Afar[51].
- 2006 : Paolo Pellegrin[52], Magnum, True Pain: Israel & Hizbullah.
- 2007 : John Moore[53], Getty Images, L'assassinat de Benazir Bhutto[54].
- 2008 : Shaul Schwarz, Getty Images, Violences au Kenya à la suite de l'élection présidentielle de décembre 2007[55].
- 2009 : Khalil Hamra, Associated Press, War in Gaza[56].

### Lauréats des années 2010
- 2010 : Agnès Dherbeys , The New York Times, La violence fait éruption en Thaïlande[57].
- 2011 : André Liohn (en), Prospekt, EPA et CICR, Presque l'aube en Libye[58].
- 2012 : Fabio Bucciarelli, Agence France-Presse[1], Bataille jusqu'à la mort[59].
- 2013 : Tyler Hicks (en), The New York Times, Attaque dans un centre commercial kényan[60].
- 2014 : Marcus Bleasdale (en), Human Rights Watch, Foreign Policy et National Geographic Society, Enfer en Centrafrique[61].
- 2015 : Bassam Khabieh, Reuters, Hôpital de campagne à Damas[62].
- 2016 : Bryan Denton et Sergey Ponomarev (en)[63], The New York Times[64],[65], What ISIS Wrought[66].
- 2017 : Carol Guzy[67], Zuma Press (en)[68], Cicatrices[69] de Mossoul, l'héritage de l'État islamique[n 2].
- 2018 : Carolyn Van Houten, La route de l’exil : à l’intérieur des caravanes de migrants de 2018, The Washington Post[71],[72].
- 2019 : Dieu-Nalio Chery, « Haïti : nation au bord du gouffre », The Associated Press[73].

### Lauréats des années 2020
- 2020 : Kiana Hayeri, « Where Prison Is a Kind of Freedom », The New York Times Magazine[74]
- 2021 : un photographe anonyme de The New York Times qui a couvert le coup d'État de 2021 en Birmanie[75]
- 2022 : un photographe anonyme de Getty Images qui a couvert la violence militaire et les troubles qui ont suivi le coup d'État de 2021 en Birmanie[76]